# Ларчано (Пистоја)
Ларчано (итал. Larciano) је насеље у Италији у округу Пистоја, региону Тоскана.
Према процени из 2011. у насељу је живело 30 становника. Насеље се налази на надморској висини од 155 м.

## Становништво
| 1931. | 1936. | 1951. | 1961. | 1971. | 1981. | 1991. | 2001. | 2011. |
| ----- | ----- | ----- | ----- | ----- | ----- | ----- | ----- | ----- |
| 5.150 | 5.145 | 5.056 | 5.175 | 5.518 | 5.958 | 6.063 | 6.018 | 6.418 |